# Georg Flemming Henrik Lerche
Georg Flemming Henrik Lerche (født 14. marts 1799 i Hillerød, død 21. september 1871 sammesteds) var en dansk officer og kammerherre.
han var søn af karakteriseret oberstløjtnant Jacob Frederik Ferdinand Lerche (1776-1834) og Frederikke Elisabeth Christiane von Levetzow (1779-1847). Han blev 1812 landkadet, 1818 sekondløjtnant ved Husarregimentet og kammerjunker, 1828 karakteriseret og 1832 virkelig premierløjtnant, 1837 sekondritmester og fik 1842 afsked fra Hæren. Samme år blev Lerche konsumptionskasserer i Hillerød, 1848 konsumptionsforvalter og 1856 branddirektør sammesteds og 1848 kammerherre.
27. november 1834 ægtede Lerche Frederikke Louise Elisabeth Arctander (26. november 1798 i København - 21. januar 1886 i København), datter af konferensråd, amtmand Hans Nicolai Arctander (1757-1837) og Agneta Birgitte Brammer (1767-1800).